# Zeiller & Fournier
Automobiles Zeiller et Fournier war ein französischer Hersteller von Automobilen.

## Unternehmensgeschichte
Das Unternehmen aus Levallois-Perret begann 1920 mit der Produktion von Automobilen. Der Markenname lautete Zeiller & Fournier. Charles Fournier war der Konstrukteur. 1924 endete die Produktion. Es bestand keine Verbindung zu den Établissements Fournier.

## Fahrzeuge
Das kleinere Modell war mit einem Vierzylindermotor von Ruby mit 904 cm³ Hubraum ausgestattet. Das größere Modell 8 CV hatte einen Vierzylindermotor von Ballot mit 1131 cm³ Hubraum und ein Fünfganggetriebe.